# ヨシップ・バシッチ
ヨシプ・バシッチ（Josip Bašić、1996年3月2日 - ）は、クロアチア・スプリト出身のサッカー選手。プルヴァHNL・ハイドゥク・スプリト所属。ポジションはDF。

## クラブ経歴
2010年、13歳のときにハイドゥク・スプリトの下部組織に加入し、2012年9月29日のNKディナモ・ザグレブ戦でトップチームデビュー。